# برجایا
برجایا (انگلیسی: Berjaya) شرکت خوشه‌ای مالزیایی است، که در سال ۱۹۸۴ تأسیس شد.